# Ironi Nahariya
L'Ironi Nahariya è una società cestistica avente sede a Nahariya, in Israele. Fondata nel 1957, gioca nel campionato israeliano.

## Roster 2020-2021
Aggiornato al 7 febbraio 2021.
|    | Naz.                                          | Ruolo | Sportivo          | Anno | Alt. | Peso | Note |
| -- | --------------------------------------------- | ----- | ----------------- | ---- | ---- | ---- | ---- |
| 0  | Israele (bandiera)                            | AP    | Ofek Ben Ya'akov  | 1994 | 200  | 92   |      |
| 2  | Stati Uniti (bandiera)                        | AG    | Mike Young        | 1994 | 203  | 107  |      |
| 3  | Israele (bandiera)                            | G     | Ido Davidi        | 1996 | 193  |      |      |
| 5  | Stati Uniti (bandiera)                        | AP    | Jaron Blossomgame | 1993 | 198  | 100  |      |
| 6  | Israele (bandiera)                            | P     | Ziv Ben Zvi       | 1992 | 188  |      |      |
| 9  | Israele (bandiera)                            | G     | Orr Leumi         | 1996 | 194  | 70   |      |
| 10 | Israele (bandiera)                            | P     | Gal Gilinski      | 1995 | 195  | 85   |      |
| 11 | Stati Uniti (bandiera) · Israele (bandiera)   | AG    | Joe Alexander     | 1986 | 203  | 100  |      |
| 13 | Israele (bandiera)                            | P     | Hanna Abed        | 2002 | 184  | 80   |      |
| 14 | Stati Uniti (bandiera)                        | G     | Malik Newman      | 1997 | 191  | 86   |      |
| 18 | Israele (bandiera)                            | P     | Ido Soffer        | 2002 | 182  | 72   |      |
| 20 | Israele (bandiera)                            | GA    | Noam Akrish       | 2001 | 200  | 90   |      |
| 94 | Stati Uniti (bandiera) · Filippine (bandiera) | G     | McKenzie Moore    | 1992 | 198  | 86   |      |

### Staff tecnico
| Allenatore: | Shai Segalovich |
| Assistenti: | Maoz Malka      |

## Palmarès
- Liga Leumit: 1

2013-2014

## Cestisti
- Tyrone Nash 2016-2017